# Five Oak Green
Five Oak Green est un village du Kent, en Angleterre.